# 庾希
庾希（？—372年），字始彥，穎川鄢陵（今河南鄢陵）人。東晉中書監庾冰之子，東晉官員，官至北中郎將、徐兗二州刺史。後因庾氏被大司馬桓溫誣陷謀反而出逃，及後庾希在京口（今江蘇鎮江）舉兵討伐桓溫，終失敗被殺。

## 生平
庾希初拜祕書郎，歷任司徒左長史和黃門侍郎。後遷建安太守，但未拜就再任司徒長史兼右衞將軍，後遷任侍中，再拜輔國將軍、吳國內史。隆和元年（362年），庾希被任命為北中郎將，徐、兗二州刺史，假節鎮守下邳。同年前燕將領呂護進攻洛陽，桓溫於是命庾希及竟陵太守鄧遐領三千人水軍支援洛陽守將陳祐。
庾希是晉明帝皇后庾文君的侄兒，父親庾冰又嫁了女兒庾道憐給晉哀帝弟司馬奕，因著這與皇室的姻親關係，庾希兄弟都十分顯達尊貴，兄弟都在朝內或方鎮任官。當時掌權的桓溫於是十分忌諱庾氏家族的興盛。
太和二年（367年），因前一年前燕將領慕容厲進攻兗州，攻陷魯郡、高平郡等數個郡，庾希被指不能救援各郡而被免官。後來又被徵為護軍將軍，但庾希怒而辭讓不受。又因庾希在初被免官時多次盜取了京口的軍需品，於是在桓溫的意思下遭到官吏彈劾，免去護軍將軍一職，庾希只好寄住在暨陽。
咸安元年（371年），桓溫廢黜晉廢帝司馬奕，立晉簡文帝為帝後，先廢太宰武陵王司馬晞的官職，隨後就誣陷時任太宰長史的庾希弟弟庾倩與司馬晞及著作郎殷涓等人圖謀叛亂，意圖消滅穎川庾氏和陳郡殷氏的宗族力量，提高威勢。庾希知道後，就與弟弟庾邈及兒子庾攸之逃到海陵。庾希在海陵得到其表兄，前青州刺史武沈的協助，暗中資助庾希。至次年，桓溫發現庾希行蹤，於是派人追捕。庾希與武沈兒子武遵於是在六月於沿海地區招聚民眾並掠奪漁船，並在夜間進入京口。晉陵太守卞眈見此踰城逃至曲阿，城中吏士都逃亡；而庾希則釋放京口城中數百名囚犯，並給予武器，宣稱受到已被廢為海西公的晉廢帝密旨，誅除桓溫。庾希起事震動京師建康，令城內外戒嚴。及後，平北參軍劉奭及高平太守郗逸之等人率兵討伐庾希，於是與在曲阿招集了二千兵的卞眈合力在新城抗擊庾希。庾希兵敗而據守京口，而桓溫則派東海內史周少孫討伐庾希，並於七月壬辰日（8月16日）攻陷京口和俘獲庾希等人。庾希和庾邈及子姪五人都被押解至建康並斬首。